# Agromyza haldwaniensis
Agromyza haldwaniensis är en tvåvingeart som beskrevs av Garg 1971. Agromyza haldwaniensis ingår i släktet Agromyza och familjen minerarflugor. Inga underarter finns listade i Catalogue of Life.